# تایکی یامازاکی
تایکی یامازاکی (انگلیسی: Taiki Yamazaki؛ زادهٔ ۳ اکتبر ۱۹۹۵) بازیگر اهل ژاپن است. وی از سال ۲۰۱۱ میلادی تاکنون مشغول فعالیت بوده‌است.